# Аліду Сейду
Аліду Сейду (англ. Alidu Seidu, нар. 4 червня 2000, Аккра) — ганський футболіст, захисник французького клубу «Ренн» і національної збірної Гани.

## Клубна кар'єра
Народився 4 червня 2000 року в Аккрі. Вихованець «Академії ЖМГ».
У дорослому футболі дебютував 2019 року виступами у Франції за другу команду клубу «Клермон» на рівні п'ятого дивізіону країни.
По ходу сезону 2020/21 дебютував в іграх за головну команду «Клермона», допомігши їй здобути підвищення в класі з другого до найвищого французького дивізіону.

## Виступи за збірну
2022 року дебютував в офіційних матчах у складі національної збірної Гани. Того ж року був включений до її заявки на тогорічну світову першість в Катарі.
| Дата       | Місто     | Господарі  | Результат          | Гості      | Турнір                                        | Голи | Примітки  |
| ---------- | --------- | ---------- | ------------------ | ---------- | --------------------------------------------- | ---- | --------- |
| 10-6-2022  | Кобе      | Японія     | 4 – 1              | Гана       | товариський матч                              | -    |           |
| 14-6-2022  | Суйта     | Чилі       | 0 – 0 (1 – 3 п.п.) | Гана       | товариський матч                              | -    | 67'       |
| 27-9-2022  | Лорка     | Нікарагуа  | 0 – 1              | Гана       | товариський матч                              | -    | 43'       |
| 17-11-2022 | Абу-Дабі  | Гана       | 2 – 0              | Швейцарія  | товариський матч                              | -    | 79'       |
| 24-11-2022 | Доха      | Португалія | 3 – 2              | Гана       | ЧС 2022 - груповий етап                       | -    | 57' 66'   |
| 2-12-2022  | Ель-Вакра | Гана       | 0 – 2              | Уругвай    | ЧС 2022 - груповий етап                       | -    | 90+9'     |
| 7-9-2023   | Кумасі    | Гана       | 2 – 1              | ЦАР        | Відбір до Кубка африканських націй 2023       | -    |           |
| 14-10-2023 | Шарлотт   | Мексика    | 2 – 0              | Гана       | товариський матч                              | -    | 28'       |
| 17-10-2023 | Нашвілл   | США        | 4 – 0              | Гана       | товариський матч                              | -    |           |
| 17-11-2023 | Кумасі    | Гана       | 1 – 0              | Мадагаскар | Відбір до ЧС 2026                             | -    | 46'       |
| 22-1-2024  | Абіджан   | Мозамбік   | 2 – 2              | Гана       | Кубок африканських націй 2023 - груповий етап | -    | 72'       |
| 22-3-2024  | Марракеш  | Нігерія    | 2 – 1              | Гана       | товариський матч                              | -    |           |
| 26-3-2024  | Марракеш  | Уганда     | 2 – 2              | Гана       | товариський матч                              | -    | 65' 90+4' |
| 6-6-2024   | Бамако    | Малі       | 1 – 2              | Гана       | Відбір до ЧС 2026                             | -    | 79'       |
| 10-6-2024  | Кумасі    | Гана       | 4 – 3              | ЦАР        | Відбір до ЧС 2026                             | -    |           |
| Усього     |           | Матчів     | 15                 |            | Голів                                         | 0    |           |